# Viola Davis
Viola Davis (St. Matthews, Carolina del Sur, 11 de agosto de 1965) es una actriz y productora estadounidense. Desde joven, había mostrado interés en la actuación y se graduó con honores de la Rhode Island College en 1988 y luego en la Escuela Juilliard en 1993. Su carrera profesional comenzó en el teatro actuando en la obra As You Like It. Fue desarrollando papeles secundarios en series de televisión como NYPD Blue, así como en películas, entre estas Out of Sight (1998). También protagonizó la obra Seven Guitars en 1996, papel con el que fue nominada a un Tony.
Davis ganó reconocimiento tras su victoria como mejor actriz de reparto en una obra de teatro por King Hedley II en 2001. En los años siguientes, recibió elogios de la crítica por múltiples papeles en películas como Antwone Fisher (2002) y Far from Heaven (2002). Después, fue nominada al Óscar como mejor actriz de reparto por su papel en Doubt (2008) y ganó su segundo Tony, esta vez como actriz principal, gracias a su participación en la obra Fences  en 2010. Posteriormente, recibió su segunda nominación al Óscar gracias a The Help (2011), actuación con la que además ganó dos SAG y dos Critics' Choice.
En 2014, protagonizó la serie How to Get Away with Murder con el personaje de Annalise Keating y ganó el Emmy como mejor actriz de serie dramática, así como dos SAG. Al poco tiempo, protagonizó la película Fences (2016), con la que ganó el Óscar, el BAFTA, el Golden Globe y el SAG a mejor actriz de reparto. De esta forma, Davis se convirtió en la primera persona afroestadounidense en ganar la triple corona de la actuación con el Óscar, Tony y Emmy. En el Universo extendido de DC interpreta a Amanda Waller, donde aparece en Escuadrón Suicida (2016) y The Suicide Squad (2021).
Davis protagonizó Widows (2018) y recibió elogios de la crítica, con una nominación a los BAFTA. Luego, dio vida a la cantante Ma Rainey en Ma Rainey's Black Bottom (2020), actuación que le dio su sexto SAG y una nominación a los Óscar y los Golden Globes.
El 5 de febrero del 2023, Davis ganó un Grammy por mejor audiolibro o grabación de narración por su álbum de memorias “Finding Me”. Por lo que pasó a ser parte de la famosa lista de los EGOT, término utilizado para las selectas personas que han ganado un Emmy, un Grammy, un Óscar y un Tony en su carrera.

## Biografía
Viola Davis nació el 11 de agosto de 1965 en el pueblo de St. Matthews, en el estado de Carolina del Sur (Estados Unidos), hija de May y Dan Davis. Su padre era cuidador de caballos para los hipódromos de Narrangasett y Lincoln Downs, en Rhode Island. Acudió a la Rhode Island College y se especializó en teatro. Creció en Central Falls, Rhode Island, donde su familia se había mudado cuando tenía solo dos meses de edad. Contrajo matrimonio con el también actor Julius Tennon, el 23 de junio de 2003, con quien adoptó una hija llamada Génesis Tennon.

## Carrera
La carrera en cine y televisión de Viola Davis empezó con pequeños papeles, incluso sin acreditar, en películas como Traffic (2000) o Kate & Leopold (2001), siendo alternadas con participaciones en series de televisión como The Guardian (2001), Law & Order: Criminal Intent (2002) o CSI: Crime Scene Investigation (2002). Empezó a intervenir en personajes secundarios en cintas como Far from Heaven (2002), que estaba protagonizada por Julianne Moore y Dennis Quaid, Antwone Fisher (2002) dirigida por Denzel Washington o Solaris (2002), al lado de George Clooney. Más tarde siguió alternando su participación en series de televisión, como Without a Trace (2006) o Brothers & Sisters (2008), con pequeños personajes en films como Disturbia (2007) o Nights in Rodanthe (2008), con Richard Gere y Diane Lane, interpretando a la íntima amiga de esta última.
Su gran éxito llegó con el drama La duda (2008), protagonizada por Meryl Streep, Philip Seymour Hoffman y Amy Adams, en el que daba vida a una madre coraje y que apenas aparecía en pantalla. Le supuso ser candidata al Óscar a la mejor actriz de reparto, al Globo de Oro a la mejor actriz de reparto y al Premio del Sindicato de Actores a la mejor actriz de reparto. La película fue elogiada por la prensa especializada, recibiendo cinco candidaturas al Premios Óscar.
Tras esta interpretación la actriz participó, siempre en personajes secundarios, en cintas como State of Play (2009), en la que aparecían Russell Crowe, Helen Mirren y Ben Affleck y el thriller Law Abiding Citizen (2009), con Jamie Foxx y Gerard Butler, siendo esta última un éxito sorpresa en la taquilla estadounidense, con más de setenta millones de dólares recaudados. Después vendrían pequeños personajes en la cinta protagonizada por Tom Cruise y Cameron Diaz, Knight and Day (2010) y en el drama Eat Pray Love (2010), basado en la experiencia personal de Elizabeth Gilbert, en la que interpreta a la mejor amiga de Julia Roberts. En 2012 ganó el Premio del Sindicato de Actores a la mejor actriz y fue candidata como «mejor actriz» en los Globos de Oro y en los Premios Óscar por su interpretación de Aibileen Clark en The Help (2011); también ese mismo año formó parte del reparto del drama Extremely Loud and Incredibly Close, basado en la novela escrita por Jonathan Safran Foer, en el que daba vida a Abby Black.
En 2012 formó parte del reparto del drama Learning to Fly, junto a Ving Rhames y Maggie Gyllenhaal.
Desde 2014 hasta 2020 fue la protagonista de la serie How to Get Away with Murder.
En 2016, coprotagonizó la cinta Fences junto al galadornado actor Denzel Washington, interpretando el papel de Rose Maxson. Este papel le valió un Premio Óscar, un Globo de Oro, un Premio del Sindicato de Actores, un BAFTA y un Premio de la Crítica Cinematográfica. Con su tercera nominación al Óscar, Davis se transforma en la primera actriz afrodescendiente con mayor número de nominaciones al mismo.
El 5 de febrero de 2020, se anunció que Showtime le había dado a la producción, entonces conocida como First Ladies, un pedido de serie, donde Viola Davis sirve como productora ejecutiva e interpretaría a Michelle Obama.

## Filmografía
| Año  | Título                                                         | Notas                      | Ref.   |
| ---- | -------------------------------------------------------------- | -------------------------- | ------ |
| 1996 | The Substance of Fire                                          | Enfermera                  | [ 14 ] |
| 1998 | Out of Sight                                                   | Moselle Miller             | [ 15 ] |
| 1998 | Miss Apprehension and Squirt                                   | Sharon Hughes              | [ 16 ] |
| 2000 | Traffic                                                        | Trabajadora Social         | [ 17 ] |
| 2001 | The Shrink Is In                                               | Robin                      | [ 18 ] |
| 2001 | Kate & Leopold                                                 | Oficial de Policía         | [ 19 ] |
| 2002 | Far from Heaven                                                | Sybil                      | [ 20 ] |
| 2002 | Antwone Fisher                                                 | Eva May Fisher             | [ 21 ] |
| 2002 | Solaris                                                        | Dra. Gordon                | [ 22 ] |
| 2005 | Get Rich or Die Tryin'                                         | Abuela                     | [ 23 ] |
| 2006 | The Architect                                                  | Tonya Neely                | [ 20 ] |
| 2006 | World Trade Center                                             | Madre en el Hospital       | [ 20 ] |
| 2007 | Disturbia                                                      | Detective Parker           | [ 24 ] |
| 2008 | Nights in Rodanthe                                             | Jean                       | [ 25 ] |
| 2008 | Doubt                                                          | Sra. Miller                | [ 26 ] |
| 2009 | Madea Goes to Jail                                             | Ellen St. Matthews         | [ 27 ] |
| 2009 | State of Play                                                  | Dra. Judith Franklin       | [ 28 ] |
| 2009 | Law Abiding Citizen                                            | Alcalde April Henry        | [ 29 ] |
| 2009 | Beyond All Boundaries                                          | Hortense Johnson (voz)     |        |
| 2010 | Knight & Day                                                   | Directora Isabel George    | [ 30 ] |
| 2010 | Eat Pray Love                                                  | Delia Shiraz               | [ 31 ] |
| 2010 | It's Kind of a Funny Story                                     | Dra. Minerva               | [ 32 ] |
| 2010 | Trust                                                          | Gail Friedman              | [ 33 ] |
| 2011 | The Help                                                       | Aibileen Clark             | [ 34 ] |
| 2011 | Extremely Loud and Incredibly Close                            | Abby Black                 | [ 35 ] |
| 2012 | Won't Back Down                                                | Nona Alberts               | [ 36 ] |
| 2013 | Beautiful Creatures                                            | Amarie "Amma" Treadeau     | [ 37 ] |
| 2013 | Ender's Game                                                   | Major Anderson             | [ 38 ] |
| 2013 | The Disappearance of Eleanor Rigby                             | Profesora Lillian Friedman | [ 39 ] |
| 2013 | Prisoners                                                      | Nancy Birch                | [ 40 ] |
| 2014 | Get On Up                                                      | Susie Brown                | [ 41 ] |
| 2015 | Blackhat                                                       | Agente Carol Barrett       | [ 42 ] |
| 2015 | Lila & Eve                                                     | Lila Walcott               | [ 43 ] |
| 2016 | Custody                                                        | Juez Martha Sherman        | [ 44 ] |
| 2016 | Escuadrón Suicida                                              | Amanda Waller              | [ 45 ] |
| 2016 | Fences                                                         | Rose Maxson                | [ 46 ] |
| 2018 | Widows                                                         | Veronica Rawlings          | [ 47 ] |
| 2019 | Troop Zero                                                     | Rayleen                    | [ 48 ] |
| 2020 | Giving Voice                                                   | Ella misma                 | [ 49 ] |
| 2020 | Ma Rainey's Black Bottom                                       | Ma Rainey                  | [ 50 ] |
| 2021 | The Suicide Squad                                              | Amanda Waller              | [ 51 ] |
| 2021 | The Unforgivable                                               | Liz Ingram                 | [ 52 ] |
| 2022 | La mujer rey                                                   | Nanisca                    | [ 26 ] |
| 2022 | Black Adam                                                     | Amanda Waller (cameo)      | [ 53 ] |
| 2023 | Air                                                            | Deloris Jordan             | [ 54 ] |
| 2023 | Los juegos del hambre: balada de pájaros cantores y serpientes | Dr. Volumnia Gaul          | [ 55 ] |
| 2024 | Kung Fu Panda 4                                                | La Camaleona (voz)         | [ 56 ] |
| 2025 | G20                                                            | Presidenta Taylor Sutton   | [ 57 ] |

| Año     | Título                                              | Papel                             | Notas                                          |
| ------- | --------------------------------------------------- | --------------------------------- | ---------------------------------------------- |
| 1996    | NYPD Blue                                           | Mujer                             | Episodio: «Moby Greg»                          |
| 1996    | New York Undercover                                 | Ms. Templeton                     | Episodio: «Smack is Back»                      |
| 1998    | The Pentagon Wars                                   | Sargento de Primera Clase Fanning | Telefilme                                      |
| 1998    | Grace & Glorie                                      | Rosemary Allbright                | Telefilme                                      |
| 2000    | Judging Amy                                         | Celeste                           | Episodio: «Blast from the Past»                |
| 2000    | City of Angels                                      | Enfermera Lynnette Peeler         | 24 episodios                                   |
| 2001    | Amy & Isabelle                                      | Dottie                            | Telefilme                                      |
| 2001    | Providence                                          | Dra. Eleanor Weiss                | Episodio: «You Can Count On Me»                |
| 2001    | The Guardian                                        | Fiscal Suzanna Clemons            | Episodio: «The Men from the Boys»              |
| 2001    | Third Watch                                         | Margo Rodriguez                   | Episodio: «Act Brave»                          |
| 2002    | Law & Order: Criminal Intent                        | Terry Randolph                    | Episodio: «Badge»                              |
| 2002    | The Division                                        | Dra. Georgia Davis                | Episodio: «Remembrance»                        |
| 2002    | CSI: Crime Scene Investigation                      | Fiscal Campbell                   | Episodio: «The Execution of Catherine Willows» |
| 2003    | Hack                                                | Stevie Morgan                     | Episodio: «Third Strike»                       |
| 2003    | The Practice                                        | Aisha Crenshaw                    | Episodio: «We Are People»                      |
| 2004    | Century City                                        | Hannah Crane                      | 9 episodios                                    |
| 2005    | Jesse Stone: Stone Cold                             | Molly Crane                       | Telefilme                                      |
| 2005    | Threshold                                           | Victoria Rossi                    | Episodio: «Shock»                              |
| 2006    | Jesse Stone: Night Passage                          | Molly Crane                       | Telefilme                                      |
| 2006    | Jesse Stone: Death in Paradise                      | Molly Crane                       | Telefilme                                      |
| 2006    | Without a Trace                                     | Audrey Williams                   | Episodio: «White Balance»                      |
| 2006    | Life Is Not a Fairytale: The Fantasia Barrino Story | Diane Barrino                     | Telefilme                                      |
| 2007    | Jesse Stone: Sea Change                             | Molly Crane                       | Telefilme                                      |
| 2007    | Traveler                                            | Agente Jan Marlow                 | 8 episodios                                    |
| 2007    | Fort Pit                                            | Sin nombre                        | Telefilme                                      |
| 2008    | Brothers & Sisters                                  | Ellen Snyder                      | Episodie: «Double Negative»                    |
| 2008    | The Andromeda Strain                                | Dra. Charlene Barton              | 3 episodios                                    |
| 2003-08 | Law & Order: Special Victims Unit                   | Donna Emmett                      | 7 episodios                                    |
| 2009    | United States of Tara                               | Lynda P. Frazier                  | 6 episodios                                    |
| 2013    | Sofia the First                                     | Helen Hanshaw                     | Voz, episodio: «The Buttercups»                |
| 2014-20 | How to Get Away with Murder                         | Annalise Keating                  | 90 episodios                                   |
| 2018    | Scandal                                             | Annalise Keating                  | Episodio: «Allow Me to Reintroduce Myself»     |
| 2019    | Live in Front of a Studio Audience                  | Florida Evans                     | Episodio: «All in the Family and Good Times»   |
| 2022    | Peacemaker                                          | Amanda Waller                     | 2 episodios (sin acreditar)                    |
| 2022    | The First Lady                                      | Michelle Obama                    | 10 episodios, productora ejecutiva             |
| 2024    | Creature Commandos                                  | Amanda Waller                     | Voz, posproducción                             |

| Año  | Título                     | Papel         | Ref.   |
| ---- | -------------------------- | ------------- | ------ |
| 1988 | Joe Turner's Come and Gone | Mattie        | [ 61 ] |
| 1992 | As You Like It             | Denise        | [ 62 ] |
| 1996 | Seven Guitars              | Vera          | [ 63 ] |
| 1997 | God's Heart                | Eleanor       | [ 64 ] |
| 1998 | Pericles                   | Fisherman     | [ 65 ] |
| 1999 | A Raisin in the Sun        | Ruth Younger  | [ 66 ] |
| 1999 | Everybody's Ruby           | Ruby McCollum | [ 67 ] |
| 2001 | King Hedley II             | Tonya         | [ 68 ] |
| 2004 | Intimate Apparel           | Esther        | [ 69 ] |
| 2010 | Fences                     | Rose          | [ 70 ] |

## Premios y nominaciones

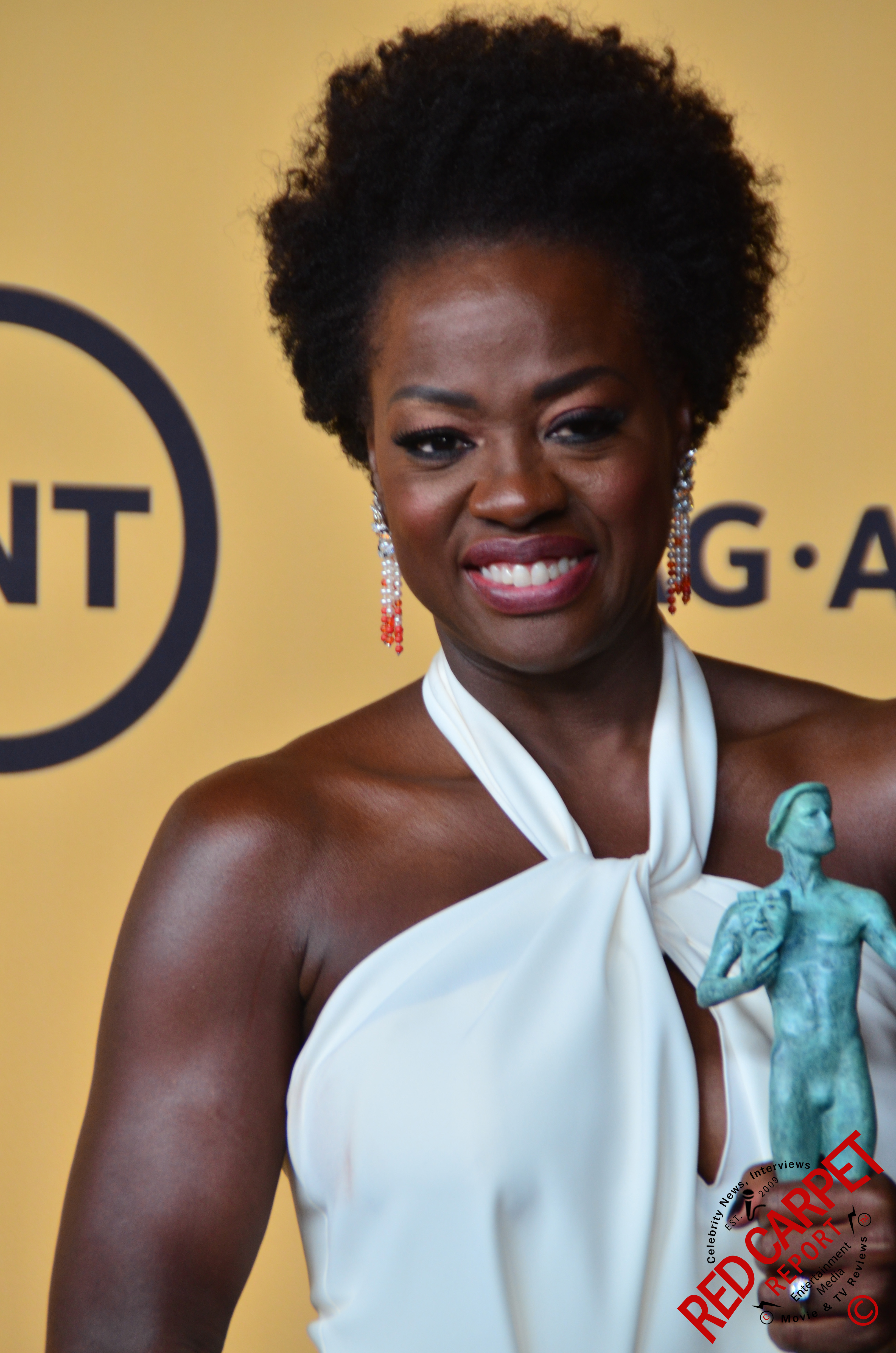
En los premios del Sindicato de Actores de 2015.

Davis ha sido reconocida por la Academia de Artes y Ciencias Cinematográficas por las siguientes actuaciones:
- 81.º Premios Óscar (2009): Nominada a mejor actriz de reparto, por Doubt
- 84.º Premios Óscar (2012): Nominada a mejor actriz, por The Help
- 89.º Premios Óscar (2017): Ganadora a mejor actriz de reparto, por Fences
- 93.º Premios Óscar (2021): Nominada a mejor actriz, por Ma Rainey's Black Bottom

Además Davis, ha ganado hasta 6 premios del Sindicato Actores tanto en cine, por su papeles en películas como Fences  o Ma Rainey's Black Bottom; como en televisión, por su papel en How to Get Away with Murder; convirtiéndola en la actriz afroamericana más galardonada de dichos premios. Cuenta, también con un premio Primetime Emmy de sus 5 nominaciones por su papel de Annalise Keating en How to Get Away with Murder, en la categoría de  mejor actriz en una serie dramática;  con un premio Globo de Oro de sus 6 nominaciones por su papel protagonista en la película de 2016, Fences; y con dos premios Tony por sus papeles en las obras de teatro de King Hedley II y Fences.
Davis logró el estatus EGOT en 2023 al ganar el Premio Grammy al Mejor Álbum Hablado por su autobiografía "Finding Me".

## Libros
- Davis, Viola (4 de septiembre de 2018). Corduroy Takes a Bow. New York: Viking Books for Young Readers. ISBN 9780425291474.
- Davis, Viola (22 de abril de 2022). Finding Me: An Oprah's Book Club Pick. New York: HarperOne. ISBN 9780063037328.